# Ipsofon

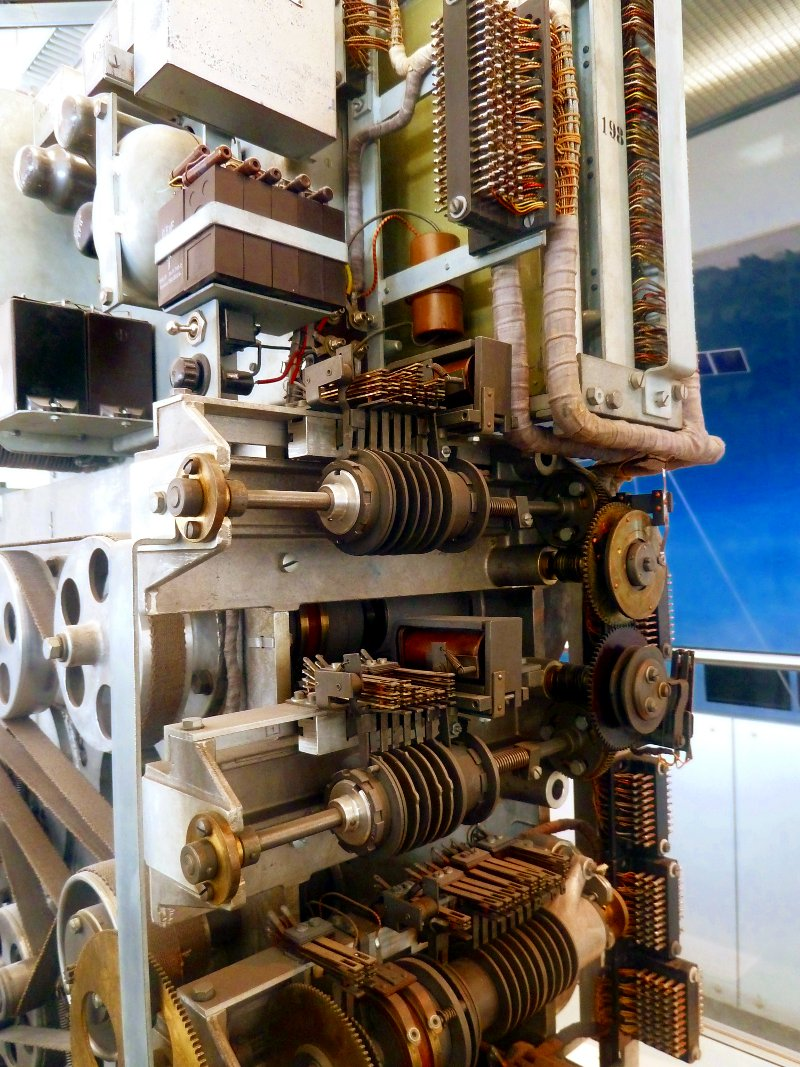

Ipsofon – poprzednik automatycznej sekretarki telefonicznej. Rozwiązanie dziś już niestosowane, popularne do lat 70. XX wieku składało się z magnetofonu o jakości dźwięku dyktafonu oraz aparatu telefonicznego dostosowanego do współpracy z tym magnetofonem.